# ورمز (نبراسکا)
ورمز (به انگلیسی: Worms) یک منطقهٔ مسکونی در ایالات متحده آمریکا است که در نبراسکا واقع شده‌است. ورمز ۵۴۸٫۹۵ متر بالاتر از سطح دریا واقع شده‌است.